# Kostel svatého Petra a Pavla (Úsobí)
Kostel svatého Petra a Pavla (případně Kostel svatých Petra a Pavla) je farní kostel v římskokatolické farnosti Úsobí, nachází se v centru městyse Úsobí v areálu hřbitova. Kostel je jednolodní novogotická stavba s trojbokým presbytářem a věží na západní straně. Kostel je v chráněn jako kulturní památka České republiky. U kostela se nachází starý a od roku 1920 nepoužívaný hřbitov. (fakticky se na hřbitově příležitostně pohřbívalo i později)

## Historie
Kostel byl postaven jako gotický, kdy z původní stavby zůstal pouze presbytář s klenbami a opěrnými sloupy. Kostel byl poničen během husitských válek a znovu postaven mezi lety 1759 a 1760. Stavitelem obnoveného barokního či novogotického kostela byl stavitel Aigl z Jihlavy, z doby po přestavbě pochází oltář s oltářním obrazem svatého Petra a svatého Pavla v Římě. Kostel byl opraven v 18., 19. i 20. století. V roce 1784 byla postavena fara, která stojí nedaleko kostela.
V roce 2009 byl kostel odvlhčen a v roce 2010 byl nově omítnut.